# Administración Estatal de Regulación del Mercado
La Administración Estatal de Regulación del Mercado (en chino simplificado: 国家市场监督管理总局, en pinyin: Guójiā shìchǎng jiāndū guǎnlǐ zǒngjú; también conocida internacionalmente como SAMR, del inglés State Administration for Market Regulation) es la autoridad gubernamental de la República Popular China que regula áreas como la competencia en el mercado, los monopolios, la propiedad intelectual, y la seguridad de los medicamentos. La SAMR se creó en la revisión china de la administración gubernamental de 2018, y fusionó o abolió una serie de agencias anteriores, como la Oficina Estatal de Propiedad Intelectual.

Esta Administración consolida en un solo ministerio funciones de regulación del mercado previamente competencia de tres ministerios diferentes tales como: la Administración General de Supervisión de Calidad, Inspección y Cuarentena (AQSIQ), la Administración de Alimentos y Medicamentos de China (CFDA) y la Administración Estatal de Industria y Comercio (SAIC).